# Вілтон (Міннесота)
Вілтон (англ. Wilton) — місто (англ. city) в США, в окрузі Белтремі штату Міннесота. Населення — 263 особи (2020).

## Географія
Вілтон розташований за координатами 47°30′21″ пн. ш. 94°59′45″ зх. д. / 47.50583° пн. ш. 94.99583° зх. д. (47.505954, -94.995965).  За даними Бюро перепису населення США в 2010 році місто мало площу 6,13 км², з яких 6,01 км² — суходіл та 0,12 км² — водойми. В 2017 році площа становила 6,90 км², з яких 6,74 км² — суходіл та 0,16 км² — водойми.

## Демографія
Згідно з переписом 2010 року, у місті мешкали 204 особи в 78 домогосподарствах у складі 55 родин. Густота населення становила 33 особи/км².  Було 87 помешкань (14/км²).
Расовий склад населення:
| - 91,7 % — білих - 1,5 % — корінних американців - 1,5 % — азіатів |

До двох чи більше рас належало 5,4 %. Частка іспаномовних становила 1,0 % від усіх жителів.
За віковим діапазоном населення розподілялося таким чином: 24,0 % — особи молодші 18 років, 64,7 % — особи у віці 18—64 років, 11,3 % — особи у віці 65 років та старші. Медіана віку мешканця становила 35,7 року. На 100 осіб жіночої статі у місті припадало 126,7 чоловіків;  на 100 жінок у віці від 18 років та старших — 106,7 чоловіків також старших 18 років.
Середній дохід на одне домашнє господарство  становив 73 626 доларів США (медіана — 66 250), а середній дохід на одну сім'ю — 87 953 долари (медіана — 83 750). Медіана доходів становила 51 250 доларів для чоловіків та 30 417 доларів для жінок. За межею бідності перебувало 10,9 % осіб, у тому числі 11,9 % дітей у віці до 18 років та 40,0 % осіб у віці 65 років та старших.
Цивільне працевлаштоване населення становило 113 особи. Основні галузі зайнятості: освіта, охорона здоров'я та соціальна допомога — 38,1 %, будівництво — 10,6 %, транспорт — 9,7 %.